# Günter Tamme
Günter Tamme (* 12. Mai 1937 in Bautzen; † 1. März 2022 in Regensburg) war ein deutscher Mathematiker, der sich mit algebraischer Geometrie, arithmetischer algebraischer Geometrie und algebraischer Zahlentheorie beschäftigte.
Tamme promovierte 1967 an der Universität Hamburg bei Helmut Hasse (Die Struktur algebraischer Funktionenkörper vom Geschlecht 2 mit zerfallender Multiplikatorenalgebra). Er war Emeritus an der Universität Regensburg.
Tamme beschäftigte sich auch mit Lokalgeschichte, er war seit 1994 Vorsitzender der Gruppe Geschichte der Weltenburger Akademie.

## Schriften
- Introduction to Étale Cohomology. Springer, Universitext, 1994, ISBN 3540571167
- Einführung in die étale Kohomologie. Regensburger Trichter Bd. 17, 1979